# アルコRS-1形ディーゼル機関車
アルコRS-1は、車軸配置B-Bの、電気式ディーゼル機関車である。製造名義はAlco-GEであり、車体はアメリカン・ロコモティブ(アルコ、当時通称、のちに正式名称)、電装品はゼネラル・エレクトリック(GE)が担当した。製造期間は1941年から1960年までの20年間に及び、北米で最も長い期間製造され続けたディーゼル機関車である。ロード・スイッチャーの嚆矢である。

## 解説
本形式は、本来、支線用の多目的機関車として、シカゴ・ロック・アイランド・アンド・パシフィック鉄道(RI)の要請により製造された。支線で使用されていた蒸気機関車を淘汰し運行費を削減するために開発されたもので、1,000馬力(750kW)のスイッチャーのフレームを延長し、延長部分に短いフードをつけ、その中に客車暖房用の蒸気発生装置を納めたものであった。出力としては支線用蒸気機関車2両分であり、1両で蒸気機関車2両を置き換えることができた。また、燃料費は7分の1であり、運転にも整備にも要員が少なくて済んだ。
当時製造されていたディーゼル機関車は、入換用、長距離旅客列車用、貨物列車用などと細かく使用目的が設定されていたが、本形式はどの用途にも汎用的に使用可能ことから、ロード・スイッチャーというスタイルが生まれた。
アメリカ国内向けは1951年まで、輸出向けは1960年まで製造が続けられた。非常に多くの鉄道会社で使用され、米軍から譲渡されたアラスカ鉄道の2両は耐寒装備として1947年にインターナショナル・レールウェイ・カー・アンド・エキップメント・マニュファクチャリングにより外装を装着し、それぞれキャブ・ユニットのAユニット・Bユニットのような外観に改造された。同様に7両がプージェット・サウンド・アンド・ドレッジ・カンパニー・オブ・シアトルにより、Aユニットタイプ3両、Bユニットタイプ4両に改造された。

## 第二次世界大戦による影響

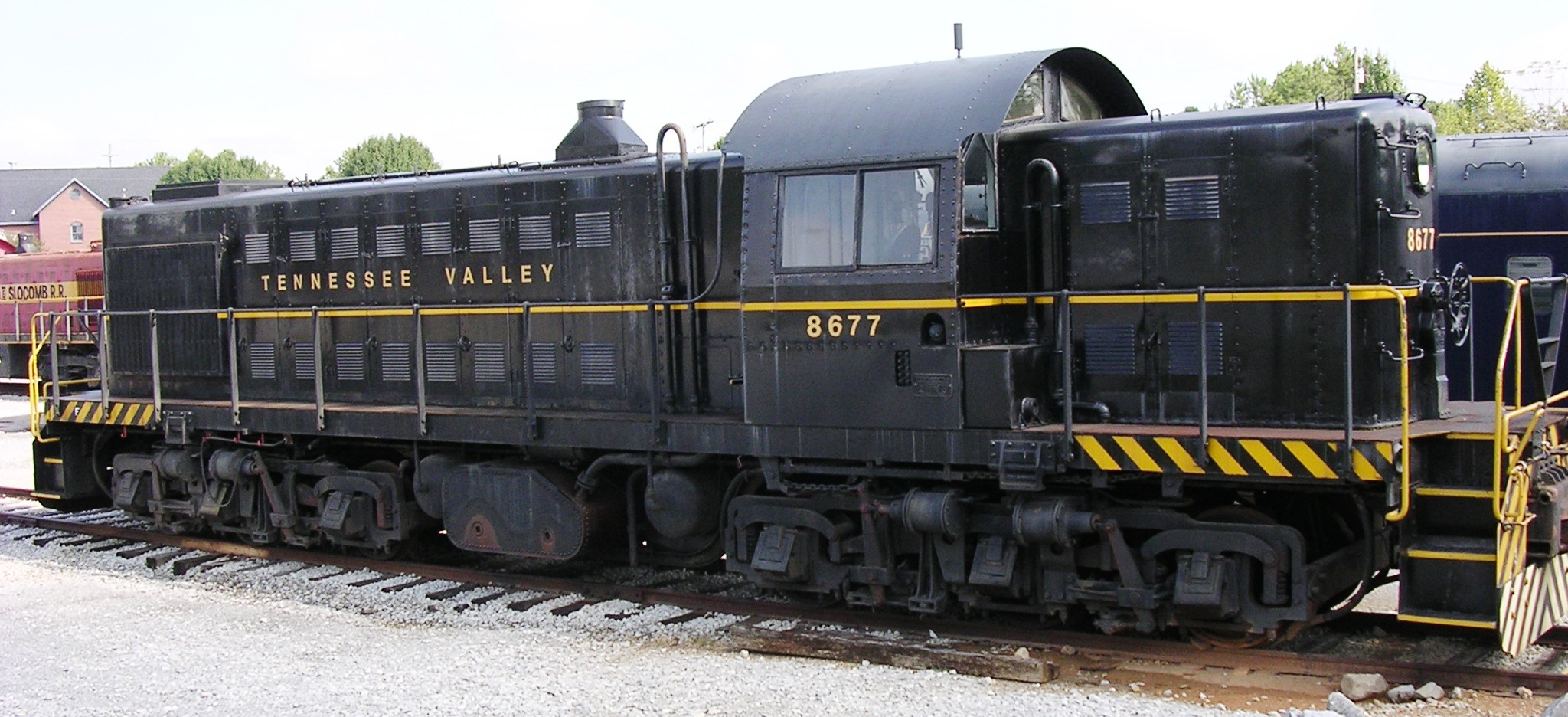
本形式の米軍向け6動軸車、RSD-1。

先述のとおり、最初期に製造された13両は、本来、RI等5つの鉄道会社へ納入予定で1941年には完成していた。しかし、すでに第二次世界大戦が始まっており、それらの車両はアメリカ陸軍の要請から台車を2動軸から3動軸に変更したRSD-1となり、米軍に納められた。さらに、同仕様のものが144両発注され、それらはイラン縦貫鉄道へと送られた。その間、民間鉄道会社向けの製造は停止され、5つの鉄道会社は、製造が再開される1943年まで納入を待たねばならなかった。

## バリエーション
上述RSD-1のほか、A1A-A1A台車を装備したRSC-1がある。